# Miura Ayako

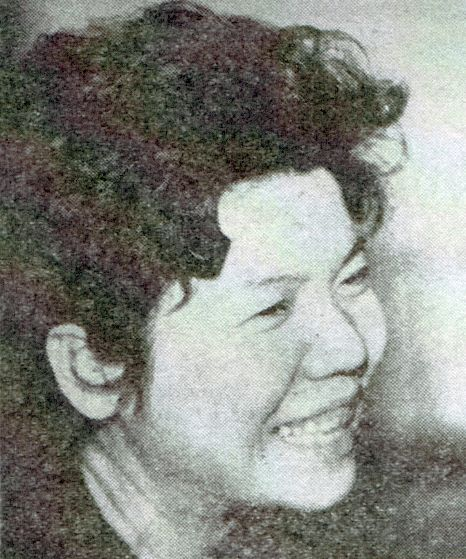
Miura Ayako, 1966

Miura Ayako (japanisch 三浦 綾子; geb. als Hotta Ayako (堀田 綾子); * 25. April 1922 in Asahikawa; † 12. Oktober 1999) war eine japanische Schriftstellerin.
Miura besuchte bis 1939 die Asahikawa Women’s High School und unterrichtete bis zum Kriegsende als Elementarschullehrerin. 1946 erkrankte sie an Tuberkulose und kam im Hospital erstmals mit christlichem Gedankengut in Kontakt. 1952 konvertierte sie zum Christentum, 1959 heiratete sie Miura Mitsuyo, der ebenfalls Christ war. Von 1961 bis zum Erscheinen ihres ersten Romans Hyōten (氷点) – „Gefrierpunkt“ 1964, mit dem sie den mit 10 Millionen Yen dotierten Preis der Zeitschrift Asahi Shimbun gewann, betrieb sie ein Geschäft. Der zweite Teil des Romans Zoku hyōten (続氷点) erschien 1971.
Einer ihrer populärsten Romane, Shiokari tōge (塩苅峠) – „Am Shiokari-Pass“, erschien 1968. In Hosokawa Garasha fujin (細川ガラシャ夫人) 1975 schrieb Miura über eine christliche Frau in der Zeit des Verbotes des Christentums in der Edo-Periode. Nach dem Roman Deiryū chitai (泥流地帯) – „Zone der Schlammflut“ 1978 erschien 1981 der Essay Nanakamado no machi kara (ナナカマドの街から) – „Aus der Straße Nanakamdo“. 1992 wurde bei ihr eine Parkinson-Erkrankung diagnostiziert. 1995 vollendete sie den Roman Inochi aru kagiri (命ある限り) – „Grenze des Lebens“, während drei weitere Romane, die in Fortsetzung in verschiedenen Zeitschriften erschienen, unvollendet blieben.

## Werke (Auswahl)
- Shiokari tōge (塩狩峠, 1968)
  - Shiokari-Paß. Aus dem Japanischen von Karl Engelmohr. Liebenzeller Mission, Bad Liebenzell 1978. ISBN 3-88002-131-7
- Michi ariki (道ありき, 1969)
  - Auf einem anderen Weg. Aus dem Leben einer japanischen Christin. Aus dem Englischen von Hans-Georg Noack. Christliche Verlagsanstalt, Konstanz 1978. ISBN 3-7673-3355-4[1]
- Yuki no arubamu (雪のアルバム, 1986)
  - Winterherz. Ein Mädchenleben in Japan. Aus dem Englischen von Friedhilde Horn. Hänssler Verlag, Neuhausen-Stuttgart 1992, ISBN 3-7751-1844-6[2]
- Haha (母, 1992)
  - Mein Sohn Takiji. Aus dem Japanischen von Gerhard Bierwirth und Arno Moriwaki. iudicium Verlag, München 2014. ISBN 978-3-86205-391-9